# Шенгелия, Акакий Дзвариевич
Акакий Дзвариевич Шенгелия (1912, село Квемо-Баргеби, Сухумский округ, Кутаисская губерния, Российская империя — неизвестно, село Квемо-Баргеби, Гальский район, Абхазская АССР, Грузинская ССР) — звеньевой колхоза имени Сталина Очемчирского района, Абхазская АССР, Грузинская ССР. Герой Социалистического Труда (1948).

## Биография
Родился в 1912 году в крестьянской семье в селе Квемо-Баргеби Сухумского округа. После окончания местной школы трудился в сельском хозяйстве. Во время коллективизации вступил в колхоз имени Сталина Гальского района. В послевоенное время — звеньевой полеводческого звена в этом же колхозе.
В 1947 году звено под его руководством собрало в среднем с каждого гектара по 96,6 центнера кукурузы на участке площадью 3 гектара. Указом Президиума Верховного Совета СССР от 21 февраля 1948 года удостоен звания Героя Социалистического Труда за «получение высоких урожаев кукурузы и пшеницы в 1947 году» с вручением ордена Ленина и золотой медали «Серп и Молот» (№ 770).
Этим же указом званием Героя Социалистического Труда был награждён председатель колхоза имени Сталина Гальского района Владимир Ахлоевич Гогохия и двадцать тружеников колхоза, в том числе бригадиры Аполлон Зосимович Гогохия, Валериан Викторович Микава, Дзуку Михайлович Ригвава, Иродион Качалович Харчилава, Эраст Кутаевич Чаава, звеньевые Иосиф Алексеевич Акубардия, Джига Павлович Бутбая, Гадза Дзугуевич Гогохия, Чичико Дзугуевич Гогохия, Джого Бардзикиевич Дзандзава, Владимир Тагуевич Заркуа, Алексей Викторович Микава, Аполлон Сейдукович Микава, Хухути Авксентьевич Тодуа, Александр Николаевич Харчилава, Валериан Иосифович Харчилава, Калистрат Дианозович Шамугия,  Александра Караевна Шония и Владимир Итоевич Шония.
После выхода на пенсию проживал в родном селе Квемо-Баргеби Гальского района. Дата смерти не установлена.